# Vucherens
Vucherens é uma comuna da Suíça, situada no distrito de Broye-Vully, no cantão de Vaud. Tem 3,26 km² de área e sua população em 2018 foi estimada em 572 habitantes.